# 德雅中學
德雅中學（英語：Tak Nga Secondary School、簡寫TNSS）是香港的羅馬天主教英文女子中學，教學語言以英文為辦學宗旨。位於又一村達之路18號。原與小學部有姊妹學校的關聯，但已於2020年取消直屬資格。於1962年開設中學部。秉承聖若望鮑思高「愛的教育」的理念，藉理智、宗教、愛心培育學生，營造充滿愛與關懷之環境，使學生在道德及知識上均衡發展。鼓勵學生參加校外比賽及國際考試，屢獲佳績。

## 校政管理
歷任校監
- 曾美 修女
- 陳惠芬 修女

歷任校長
- 曾露思 修女
- 施碧芝 修女
- 陳惠芬 修女
- 2015年至今：張嘉慧 女士[1]

## 學校歷史
於1962年成立。2012年德雅中學舉辦一連串活動慶祝創校五十週年。

## 校訓
- 智 - 追求真理
- 勇 - 勇於承擔
- 勤 - 好學不倦
- 奮 - 奮發自強[2]

## 學生會
一共十三位成員，於2011-2012學年年度由個人制（即逐個職位投票選出）轉為採用內閣制。先由三名學生以主席（President）外&內務主席（Vice-president）身份組成內閣參選，經由全校學生選舉產生。內閣當選後再向中三至中五學生進行公開招募其他內閣職位，其中包括：
- 文書（一名）
- 財政（一名）
- 福利（兩名）
- 美術（兩名）
- 電腦（兩名）
- 宣傳（兩名）

其職責包括向校方反映學生對於學校的意見、向同學傳遞校方的訊息、籌辦各項大小活動、售賣文具等。學生會每年都會主力籌辦聖誕聯歡會、才藝表演等大型活動，以及各項小型活動，例如：中六級班際師生閃避球比賽等。
學生會共有五位顧問老師。

## 著名校友
- 盧淑儀：1992年香港小姐冠軍，1993年國際華裔小姐亞軍，歌手李克勤的妻子
- 陳少珊：前劍擊運動員
- 深雪：香港知名女作家
- 吳紫燕：保齡球運動員
- 關之琳：香港電影女演員
- 吳里璐：香港電影服裝指導[3]
- 余似心：國泰航空公司企業傳訊經理
- 何愛珠：防止虐待兒童會總幹事[4]
- 方少萌：香港大學運動及潛能發展研究所助理教授
- 成灝澂：香港射擊運動員
- 梁淑儀：前香港仔聖伯多祿天主教小學、柴灣角天主教小學及天主教英賢學校校長
- 謝祖璇：前聖母玫瑰書院校長[5]
- 黃詠詩：香港舞台劇編劇及演員[6]

## 外部連結
- 學校官方網頁(英文版) （页面存档备份，存于）
- 德雅中學50周年特約專輯, 於2012年11月23日刊於明報 （页面存档备份，存于）
- 德雅中學的Instagram帳戶